# Cantus figuratus
Cantus figuratus, или musica figurata (лат., букв. «нотированный распев», «нотированная музыка») в западноевропейской теории музыки эпохи Возрождения — термин для обозначения музыки с нотированным ритмом. В XVI—XVII вв. термин cantus figuratus фактически означал многоголосную авторскую музыку, которая на уровне понятия противопоставлялась традиционной григорианской монодии (cantus planus). Синонимы: cantus figuralis/figurativus, cantilena figurata, musica figurata/figurativa/figuralis.

## Термин и понятие
Под «фигурацией» (лат. figura — одно из обозначений ноты или паузы) подразумевалась не столько нотация звуковысот (как таковая, она существовала уже в XIII в. в широко распространённой форме квадратной нотации), сколько письменная фиксация музыкального ритма — в системе записи музыки, известной под названием мензуральной нотации. «Нотировать музыку» в сознании учёного музыканта XVI—XVII вв. означало точно нотировать её ритм.

<Существуют длительности — максима, лонга, бревис, семибревис, минима, семиминима, фуза и семифуза>. Хотя можно теоретически представить себе ноты большей и меньшей длительности (в потенции — до бесконечности), перечисленных, однако, достаточно. Они были изобретены в предыдущие века музыкантами, пристрастившимися к так называемой мензуральной и нотированной (mensuralis et figuralis) музыке, после того как музыка простая, плавная, или хоральная (simplex et plana seu choralis) [как объект для творчества] была предана забвению.— Липпий. Синопсис новой музыки (1612)

## Исторический очерк
Термин cantus figuratus появился во второй половине XV в. в ряде анонимных трактатов, а также в авторских трудах Иоанна Французского и Иоанна Тинкториса, как синоним cantus mensuratus и как антоним cantus planus, которым традиционно, начиная с XIII в. обозначали григорианскую монодию (в которой ритм не нотировался). 

«Простой» распев тот, что исполняется «просто», без учёта какого-либо соотношения [голосов] — либо плавный (planus), либо нотированный (figuratus). Простой плавный распев тот, который исполняется «просто», то есть простыми нотами неопределённой длительности; такого рода — григорианский распев. Простой нотированный распев тот, который звучит «просто» в соответствии с нотными знаками определённой длительности — Тинкторис. Определитель музыкальных терминов (ок. 1475)
В XVI—XVII в. термин широко употреблялся не только в латинском, но и в новоевропейских языках, например, canto figurado в испанском тексте Луиса Милана, musica figuralis в немецком труде Мартина Агриколы, canto figurato в итальянских трактатах Пьетро Арона, Адриано Банкьери и др. При этом под cantus figuratus чаще всего подразумевалась не любая музыка с письменной фиксацией ритма, а именно многоголосная.